# Erico Nagai
Erico Nagai (* 1947 in Tokio) ist eine japanische Schmuckdesignerin.
Ihr Vater war einer der ersten japanischen Pianisten, daher war ihre ansonsten streng mit der japanischen Kultur verbundene Familie auch mit der westlichen Kultur vertraut.
Mit 20 Jahren kam sie nach Europa, um in Basel Malerei zu studieren, schrieb sich dann aber in der Münchener Kunstakademie für den Goldschmiedekurs ein. 1976 gewann sie kurz darauf den bayrischen Staatspreis, dessen Jury sie 8 Ringe und eine Brosche in einer selbstgemachten Verpackung übergab, eine Eigenart, die sie auch später mit der Begründung beibehielt, dass in Japan die Verpackung eine Aussage über den Wert des Inhalts macht oder ihn sogar steigert.
Schon während des Studiums in Deutschland lernte sie alte japanische Metalltechniken und ging bei „Feinmetallschmieden“ in die Lehre, da es in Japan kaum Schmuck in unserem Sinne und deshalb auch keine „Goldschmiede“ gibt.
So entstand der charakteristische Stil Erico Nagais, in dem sie westliche und östliche Techniken kombiniert (was ihr ein Anliegen ist) und der sich durch feine, raffinierte Strukturen und Oberflächen auf oft „billigen“ Materialien (Arte povera), wie Kupfer und Eisen, die sie mit winzigen Mengen Gold verschmilzt und überzieht, dadurch entsteht eine erdfarbene Patina, die die dem Material innewohnende Energie zum Vorschein bringt. Sie kombiniert diese feinen Oberflächen mit einfachen Formen, kreisrunde Ringe, viereckige Broschen und gewölbten Ovalformen. Eine Verbindung der europäischen Moderne mit der Tradition der Schlichtheit Japans.
Ab Anfang der 80er verwendete sie Japan-Lack (Urushi), der auf übereinandergeklebten Stoffschichten aufgetragen wird und der in tiefem Rot und sattem Schwarz schimmert.
Ende der 80er begann sie massives Gold zu verarbeiten, oft mit durchbrochenen Außenschalen, die sie mit Edelsteinscheiben hinterlegte. Im Laufe ihrer Arbeit wurden die Durchbrechungen noch stärker, bis sie kleine Goldröhrchen zu ornamentalen Schmuckstücken zusammenlötete, die an Blüten erinnern und mit Emaille oder kugelförmigen Edelsteinen gefüllt sind.
Nach Erico Nagais Auffassung soll Schmuck nicht zu „gefällig“ sein, sondern den Träger achtend hervorheben. Er soll etwas gültiges bleibendes haben und nicht zu dominant sein.
Da bei ihr der kommerzielle Wert so wenig im Vordergrund steht, verkauft sie hauptsächlich in Kunst- und Schmuckgalerien und zu ihrem Bedauern nicht in Juweliergeschäften, die ihrer Meinung nach „Berührungsängste“ mit modernem Schmuck haben.
Seit 1985 unterrichtete sie als Dozentin u. a. in Pforzheim, Schwäbisch Gmünd und Tokio. Sie hat viele Nachahmer gefunden und ist auf vielen Ausstellungen zu sehen. Eine ihrer Kollektionen befindet sich im Schmuckmuseum Pforzheim im Reuchlinhaus in Pforzheim.
| Personendaten    | Personendaten                |
| ---------------- | ---------------------------- |
| NAME             | Nagai, Erico                 |
| KURZBESCHREIBUNG | japanische Schmuckdesignerin |
| GEBURTSDATUM     | 1947                         |
| GEBURTSORT       | Tokio                        |